# Гаракётюк
Гаракётюк (азерб. Qarakötük), до 1992 года — Илис (азерб. İlis), — село в Алмалинском сельском административно-территориальном округе Ходжалинского района Азербайджана.

## География
Село Гаракётюк входит в состав Алмалинского сельского административно-территориального округа Ходжалинского района, при этом в состав этого сельского административно-территориального округа входит также и село Алмалы, которое является центром этого сельского административно-территориального округа. Расположено село на высоте 872 м.

## История
В советский период на 1 января 1977 года село называлось Илис и входило в состав Хндзиристанского (ныне село Алмалы) сельсовета Степанакертского района Нагорно-Карабахской автономной области (НКАО) Азербайджанской ССР. Указом Президиума Верховного Совета Азербайджанской ССР от 15 мая 1978 года было постановлено утвердить решение исполнительного комитета областного Совета народных депутатов Нагорно-Карабахской автономной области о переносе центра Степанакертского района из города Степанакерт (ныне Ханкенди) в рабочий посёлок Аскеран и переименовании Степанакертского района в Аскеранский район. В результате это село оказалось в составе Аскеранского района НКАО Азербайджанской ССР.
2 сентября 1991 года на совместной сессии Нагорно-Карабахского областного и Шаумяновского районного Советов народных депутатов была принята Декларация о провозглашении Нагорно-Карабахской Республики в границах Нагорно-Карабахской автономной области (НКАО) и сопредельного Шаумяновского района Азербайджанской ССР.
26 ноября 1991 года Верховный Совет Азербайджанский Республики принял Закон «Об упразднении Нагорно-Карабахской автономной области Азербайджанской Республики». В этом Законе было постановлено помимо упразднения Нагорно-Карабахской Автономной Области (НКАО), в том числе также и упразднение Аскеранского района, образование Ходжалинского района с центром в городе Ходжалы и передача территории упразднённого Аскеранского района в состав Ходжалинского района. Решением Милли Меджлиса Азербайджанской Республики от 29 декабря 1992 года № 428 село Илис Ходжалинского района было названо селом Гаракётюк, а село Хндзристан Ходжалинского района было названо селом Алмалы. Таким образом, в настоящее время это село называется Гаракётюк и входит в состав Алмалинского сельского административно-территориального округа Ходжалинского района.
В результате Карабахского конфликта село в начале 1990-х годов попало под контроль непризнанной Нагорно-Карабахской Республики (НКР). Согласно административно-территориальному делению непризнанной республики село располагалось в Аскеранском районе НКР и называлось Гили́с (арм. Հիլիս, азерб. Hilis).
Согласно Трёхстороннему Заявлению в ночь с 9 по 10 ноября 2020 года, подписанному по итогам Второй Карабахской войны, село перешло под контроль Российских миротворческих сил.
В результате боевых действий в сентябре 2023 года Азербайджан восстановил свой контроль над селом.

## Население
Согласно переписи 1921 года, в селе Каракетук проживало 310 человек, все армяне.
По состоянию на 1 января 1933 года в селе проживало 480 человек (126 хозяйств), все — армяне.